# Latino offre in matrimonio Lavinia a Enea

Latino offre in matrimonio Lavinia a Enea è un dipinto di Giambattista Tiepolo. Si trova custodito nello Statens Museum for Kunst di Copenaghen. Si ritiene che l'opera sia stata realizzata tra il 1753 e il 1754.
Il dipinto, basato sul settimo libro dell' Eneide, mostra Enea alla corte di Latino, che gli concede sua figlia Lavinia in sposa insieme al permesso di insediarsi nel Lazio con tutti i profughi da Troia.